# Eric Greitens
Eric Robert Greitens [ˈɡreɪtənz], född 10 april 1974 i Saint Louis i Missouri, är en amerikansk politiker. Han var Missouris guvernör från 2017 till juni 2018. Greitens hade varit demokrat men bytte parti till republikanska partiet när han 2015 inledde kampanjen inför 2016 års guvernörsval. 

## Biografi
Eric Greitens utexaminerades 1996 från Duke University och fick därefter ett Rhodesstipendium till Lady Margaret Hall vid Oxfords universitet. Han tjänstgjorde som Navy SEAL i USA:s flotta. Greitens besegrade demokraten Chris Koster i guvernörsvalet i Missouri 2016.
Greitens ämbetstid som guvernör har kantats av kontroverser. Den 22 februari 2018 anklagades Greitens och arresterades anklagad för grovt intrång i privatlivet relaterade till påstådda handlingar i samband med en affär i vilken han hade engagerat sig i innan han blev guvernör.
Den 14 maj 2018 avfärdade åklagare anklagelserna om intrång i privatlivet, efter att utredare misslyckats med att hitta det påstådda fotot.
Den 29 maj 2018 meddelade Greitens att han skulle avgå från sitt ämbete den 1 juni.

## Anklagelser om sexuella övergrepp
Den 11 april 2018 släpptes en rapport i vilken det påstås att Greitens hade begått sexuella övergrepp i mars 2015. Missouris representanthus släppte en rapport om detaljerade påståenden gjorda mot Greitens av hårstylisten han hade haft en affär med. Stylisten anklagade honom för oönskade kyssar och sexuell beröring, att ha tvingat henne till att utföra oralsex på honom och hotat att utpressa henne.
Den 3 maj samlade Missouris representanthus och Missouris senat tillräckligt antal underskrifter från medlemmar för att inkalla en särskild session för att överväga riksrätt. Representanthusets republikanske talman Todd Richardson sade att 29 senatorer och 138 medlemmar från representanthuset, mer än de tre fjärdedelar av vad som krävs i varje kammare, stödjer ett sammankallande av en 30-dagars särskild session. Sessionen började 18 maj.

## Privatliv
Eric Greitens äktenskap med sin första maka slutade i skilsmässa år 2003. Greitens gifte sig med Sheena Chestnut i augusti 2011. Paret har två söner.
I januari 2018, före en undersökningsrapport som släpptes av St. Louis CBS dotterbolag KMOV samma kväll, avslöjade Greitens offentligt att han hade engagerat i en utomäktenskaplig affär med sin hårstylist 2015 (före sin guvernörskampanj). Greitens och hans maka Sheena publicerade ett gemensamt uttalande där Greitens erkände affären, han kallade det "ett djupt personligt misstag", och tillade att "vi hanterade detta tillsammans ärligt och privat."